# Souimanga bronzé
Nectarinia kilimensis
Espèce
Statut de conservation UICN

 LC  : Préoccupation mineure
Le Souimanga bronzé (Nectarinia kilimensis) est une espèce de passereaux de la famille des Nectariniidae. L'espèce est originaire d'Afrique.
Il peuple le plateau de Bié (Angola) et l'afromontane orientale.